# 赵氏狮子鱼
赵氏狮子鱼（学名：[Liparis choanus] 错误：{{Lang}}：文本有斜体标记（帮助））为狮子鱼科狮子鱼屬的鱼类，俗名先生鱼、海鲶鱼。在中国，分布于黄海等海域，一般栖息于近海底层。该物种的模式产地在烟台。

## 扩展阅读
維基物種上的相關：赵氏狮子鱼